# Wolfgang Dessecker
Wolfgang Dessecker (* 18. August 1911 in Stuttgart; † 26. März 1973 ebenda) war ein deutscher Mathematiker, Pädagoge, Leichtathlet und Olympiateilnehmer.

## Leben
Er wurde als ältester von vier Brüdern geboren und besuchte die Waldorfschule In Stuttgart. 1931 legte er sein Abitur ab und begann ein Architekturstudium, das er aber wegen finanzieller Probleme abbrechen musste. Aufgrund seiner sportlichen Erfolge erhielt er ein städtisches Stipendium für ein Mathematikstudium in Rostock und Wien. Nach seinem Diplom arbeitete er von 1932 bis 1935 als Versicherungsmathematiker. Er heiratete 1939 Elisabeth, die Tochter der Rundfunkpionierin Sophie Tschorn.
In den 1930er Jahren war er im 800-Meter-Lauf erfolgreich. Bei den Europameisterschaften 1934 wurde er mit 1:52,2 min Dritter. Bei den Olympischen Spielen 1936 kam er als Fünfter im Zwischenlauf mit 1:55,3 min ins Ziel und konnte sich damit nicht für das Finale qualifizieren. Dessecker, der dem Sportverein Stuttgarter Kickers angehörte, konnte bei den International University Games, einem Vorläufer der Universiade, drei Goldmedaillen gewinnen. 
Nach seiner Sportlerkarriere arbeitete er als Waldorfpädagoge an der Waldorfschule in Stuttgart.